# 梨河镇
梨河镇，是中华人民共和国河南省郑州市新郑市下辖的一个乡镇级行政单位。

## 行政区划
梨河镇下辖以下地区：
七里堂村、刘楼村、周庄村、双楼赵村、老观李村、黄桥村、梨河村、绰刘村、三刘村、前吕村、岗李村、刘吉安楼村、官庄村、吴庄村、学田村、高辛庄村、黄甫蔡村、高班庄村、大高庄村、七里闫村、河李村、三里岗村、陈庄村和新蛮子营村。